# NIC-69
La NIC-69  es una importante carretera nacional clasificada como troncal principal en Nicaragua. Esta vía comienza en el Este en Morrillo en el Departamento de Río San Juan y culmina en el Oeste en la NIC-25A en el departamento de Río San Juan.

## Extensión
Con una extensión de 6,9 millas (11,1 km), la NIC-69 juega un rol clave en la conectividad y transporte de la región.